# Nazareni
Nazareni je izraz koji se koristi u dva različita konteksta vezana uz rano kršćanstvo:
- jedan od naziva za ranokršćansku zajednicu iz 1. stoljeća. Spominje se u Djelima 24:5 kada je apostol Pavao optužen pred Feliksom u Cezareji (glavnom gradu Rimske Judeje) od Tertula kao "vođa sekte Nazarena."[1] Također se spominje u kletvi koju su rabinske vlasti uvele protiv "nazarena", odnosno kršćana oko 80. godine.[2]

- naziv za judeo-kršćansku zajednicu iz 4. stoljeća koja je djelovala u Transjordaniji, a koju Epifanije,[3] Jeronim i Augustin iz Hipona[4][5] nazivaju "nazarenima"; dio povjesničara ih povezuje, a dio smatra da su bili istovjetni s ebionitima; povezuje ih se s tzv. Nazarenskim evanđeljem.

Oko 80. godine rabinske vlasti su uvele kletvu protiv nazarena, da bi otkrile nazočnost kršćana u sinagogi. Kletva je uvedena kao sastavni dio dnevnih molitava te su je svi sudionici bogoslužja u sinagogi morali naglas izgovarati: 

## Suvremene "nazarenske" crkve
Neke današnje crkve također koriste riječ "nazareni" za svoje imenovanje:
- Apostolska kršćanska crkva (nazareni), nastala u švicarskom baptističkom pokretu.
- Crkva nazarena, kršćanska (protestantska) denominacija nastala početkom 20. stoljeća u okviru američkog Pokreta svetosti.
- Kršćani sv. Tome, kršćanska grupa u indijskoj državi Kerala.

## Vanjske poveznice
- Catena Aurea - Gospel of Matthew Ch. 27
- Catholic Encyclopedia: Nazarene
- Epiphanius of Salamis' Panarion
- Eusebius of Caesarea's Ecclesiastical History 4.22